# Strelna
Strelna (russisk: Стрельна) er en flod i Murmansk oblast i Rusland. Den har sit løb i den sydlige del af Kolahalvøen og er 160 km lang. Floden har udspring fra Kejvyhøjderne centralt på Kola og munder ud i Hvidehavet. Strelnas største biflod er Berezovaja.
66°04′08″N 38°38′43″Ø / 66.0689°N 38.6453°Ø